# Zarnow
Die Zarnow ist ein kleiner Fluss im mittleren Mecklenburg südöstlich von Rostock.

## Geographie
Die Zarnow entsteht aus mehreren Entwässerungsgräben zwischen dem Naturschutzgebiet Göldenitzer Moor und dem Naturschutzgebiet Groß Potremser Moor östlich der Bundesstraße 103 bei Göldenitz und fließt in Richtung Westen. Sie quert die B 103 zwei Kilometer südöstlich von Dummerstorf, fließt durch das Zarnowbachtal, welches Bestandteil des Naturschutzgebietes Zarnowbachtal und Großes Moor ist. Bevor die Zarnow die Ortschaft Prisannewitz durchfließt, mündet von Norden kommend der Zarnegraben ein. Dieser entspringt südlich des Autobahnkreuzes Rostock und fließt zwischen Kavelstorf und Dummerstorf parallel zur Bundesautobahn 19. Nach Prisannewitz fließt die Zarnow nördlich am 120 Hektar großen Waldgebiet Zarnow vorbei, fließt an Klingendorf vorbei und mündet hinter Reez in die Warnow.

## Fauna
In der Zarnow leben Forellen und Stichlinge. Weiterhin bietet die Zarnow Lebensraum für verschiedene andere Tiere, wie Stockente, Reiher, Kranich, Grünspecht, Eichelhäher, Eisvogel, Grasfrosch, Laubfrosch, Erdkröte, Waldeidechse, Blindschleiche und Kreuzotter.

## Flora
Typische Bäume am Bachlauf sind: Erle, Esche und Weide. In der Bachnähe sind auch Haselnuss und Eichen zu finden.

## Geschichte
In Klingendorf gab es an der Zarnow eine Wassermühle, die schon 1461 urkundlich erwähnt wurde.